# Amadeus Cho
Amadeus Cho, también conocido como Araña de Hierro, Mastermind Excello, Príncipe de Poder, Hulk y Brawn, es un superhéroe ficticio que aparece en los cómics estadounidenses publicados por Marvel Comics. Creado por el escritor Greg Pak y el artista Takeshi Miyazawa, el personaje apareció por primera vez en 01 de 2005, en el número 15 del segundo volumen de Amazing Fantasy. Sus primeras apariciones eran como un personaje secundario en los cómics de Los Vengadores, Hulk o Hércules.
Cho, es un chico genio coreano de 19 años que es una de las personas más inteligentes de la Tierra, sucedió a Bruce Banner como Hulk en The Totally Awesome Hulk # 1 (2015). En contraste con Banner, quien encontró que sus poderes de Hulk eran una carga, Cho es un personaje seguro que se deleita con sus nuevas habilidades.

## Historial de publicaciones
Amadeus Cho fue creado por Greg Pak y Takeshi Miyazawa, y apareció por primera vez en Amazing Fantasy (volumen 2) # 15. Pak trajo a Cho de regreso como un personaje principal en la historia de World War Hulk, y luego como uno de los personajes principales en The Incredible Hercules. Posteriormente protagonizó su propia miniserie, Heroic Age: Prince of Power.
En diciembre de 2015, Cho comenzó encabezando la nueva serie The Totally Awesome Hulk, escrita por Pak y dibujada por Frank Cho.

## Biografía ficticia del personaje
Amadeus Cho participó en el concurso de "joven genio" de la compañía japonesa Excello, ganando fácilmente. Cuando sus habilidades fueron descubiertas por Pitágoras Dupree, el hombre detrás del concurso, hizo que sus hombres atacaran la casa de Amadeus y en la explosión, murieron sus padres, dejando a Amadeus solo en la vida y desconfiando de casi todo el mundo. Poco después, viajando en su caracteristica Vespa Scooter, adoptó un cachorro de coyote, al que a veces usa para ganar simpatía y a quien llamó Kerberos o Kirby. Tras ser salvado de sus perseguidores por el increíble Hulk, se une a él y calma su agresividad hacia los demás.
Amadeus Cho le dijo a Hércules que es coreano-estadounidense y menciona a Atenea durante una cena, que debido al amor de sus padres por la música de Mozart y sus creencias metodistas, le llamaron Amadeus.
El personaje aparece en los acontecimientos del crossover, World War Hulk, donde por primera vez se encuentra con Jennifer Walters. A continuación, reúne un equipo de ex-colegas de Hulk, del grupo Los Campeones, Hércules y Arcángel, quienes se consideran a sí mismos en deuda con Hulk. Con la ayuda de Namora logran detener a Hulk.

### El increíble Hulk
El increíble Hulk, es retitulada como El Increíble Hércules desde el número 112, donde Amadeus aparece como el compañero de Hércules. Debido a que ayudaron a Hulk, son perseguidos por el hermanastro de Hércules, Ares. Amadeus entonces, participa en una serie de aventuras, incluyendo ayudar a Hércules y otros dioses de la tierra a derrotar al panteón de los dioses Skrull durante la Invasión Secreta. Durante esta, Pesadilla descubre los mayores temores de Cho, que todos los acontecimientos negativos en su vida son por su culpa. Se revela que a Hércules, Cho le recuerda a Hilas, un joven compañero que perdió durante el viaje de los argonautas.
Más tarde, Amadeus y Hércules luchan contra las Amazonas, encabezados por la Princesa Artume. Las Amazonas necesitan a Amadeus para descifrar una tableta Atlante que dará lugar a la Omphalos. Amadeus se siente atraído por la guerrera amazona, Delphyne Gorgon, pero al convertirse ella en la reina de Las Amazonas, está obligada a poner fin a cualquier relación.
Junto con Atenea, Amadeus y Hércules confrontan al nuevo jefe de los olímpicos, Hera. Viajan a los infiernos para rescatar a Zeus de Hades. Allí se revela que Maddy Cho, la hermana menor de Amadeus sigue viva y desaparecida. Al enterarse de esto y al darse cuenta, de que Atenea tenía que haber sabido esto todo el tiempo, entre lágrimas deja a Hércules, decidido a averiguar qué pasó con su hermana.
Amadeus viaja a la ciudad Excello, en Utah, donde se encuentra con el exagente del FBI, Sexton, a quien conoció poco después de la muerte de sus padres, y lucha contra Pitágoras Dupree, que dice ser el sexto hombre más inteligente del mundo. Cho se da cuenta del increíble potencial de su cerebro para servir como una 'hipercomputadora', y se da cuenta de que Sexton, es de hecho, Atenea disfrazada.
Amadeus finalmente se enfrenta a Dupree en persona y se entera de que Dupree no estaba al tanto de que su hermana menor, Maddy, estaba desaparecida. Amadeus también descubre que su destino es ser el nuevo héroe de la era moderna de la razón para detener a la "oscuridad Primordial" (el regreso de Amatsu-Mikaboshi). Dupree entonces desafía a Amadeus a una versión especializada de la ruleta rusa, que Amadeus se niega a hacer, dejando Dupree simplemente en pegarse un tiro. Después del duelo, descubre la verdad sobre el misterioso proyecto de Hera, "Continuum", lo que hace que Atenea y Amadeus decidan buscar a Hércules.
Paralelamente a esas historias, en las consecuencias de la "Invasión Secreta", el personaje es utilizado por el escritor Dan Slott en Los Poderosos Vengadores.
Atenea le revela a Cho que es su elección para ser el próximo "Príncipe de poder", el "Héroe de la mente", en oposición al héroe de fuerza que representaba Hércules. Además, no puede haber más de un "Príncipe de poder" en un momento dado; esto significa que Hércules pronto encontrará la muerte. Cho se compromete a prevenir esto. Delphyne entonces utiliza un arma forjada por Hefesto para convertir a Atenea en piedra, aparentemente matándola. Hércules y Cho quieren recuperar su cuerpo para resucitarla, pero Delphyne cambia de bando para impedirlo, a pesar de que en su última instancia, la llegada de un rayo divino, después de que Zeus y Hera sean asesinados por Tifón, devuelve a Atenea a la vida. Hércules vence a Tifón, pero Atenea le revela a Hércules que ahora debe morir y le permite morir heroicamente destruyendo el Continuum. Ella afirma que debe morir para que Cho pueda asumir el control del grupo, y librar al mundo de los monstruos, para que la inteligencia pueda tomar el relevo.
Un funeral se celebra en el Partenón de Atenas, donde Amadeus estando triste, exige a Atenea que se aparezca y muestre sus respetos. En su lugar, aparece una colección de los héroes de la Tierra, incluyendo a Thor y los Tres Guerreros, Bruce Banner, Skaar, Namor, Namora, Viuda Negra, Wolverine, Ángel y Snowbird. Ellos comparten recuerdos de sus aventuras con Hércules hasta que finalmente llega Atenea, que revela a Amadeus que él, es el nuevo líder del Grupo Olympus. Algunos de los otros dioses se niegan y cada uno elige un representante mortal para luchar por ellos. Amadeus es elegido por Atenea y se unió a Namor y Bruce Banner, que representan a Poseidón y Hebe. Se enfrentan a Skaar y Phobos, representando a Artemisa y Apolo. Nyx, la diosa de la noche también llega y elige a Pesadilla como su campeón. Poseidon da a Namor, su tridente que aumenta considerablemente su poder, y le ayuda en su lucha contra Skaar. Cho y Banner logran librarse de Pesadilla y convencer a Phobos de no luchar contra ellos. Los combatientes se vuelven contra los dioses y Phobos utiliza su poder sobre el miedo para manipular a Hades para que abra un portal al Inframundo. Amadeus viaja a la tierra de los muertos en busca de Hércules y se encuentra con Perséfone, esposa de Hades. Ella le dice que Hades no le habría permitido entrar si el alma de Hércules tuviera que estar allí. El siguiente lunes, Atenea llega a la sede del Grupo Olympus para encontrarse con Amadeus, que ha aceptado su oferta y ahora es el consejero delegado de la empresa. Amadeus le dice que él no es su campeón, es el campeón de Hércules, y que va a hacer uso de todas sus nuevas facultades para encontrar a Hércules.

### Príncipe de poder
Atenea se reúne en el consejo de dioses para discutir quien será elegido para enfrentarse a Mikaboshi. Los otros dioses sugieren a Thor, Iron Man y el Capitán América, pero Atenea insiste que Cho será quien salve el mundo. Cho, como nuevo jefe del Grupo Olympus, gasta un trillón de dólares para que Bruce Banner construya un dispositivo capaz de localizar a Hércules por el multiverso, pero este podría tardar un billón de años en encontrarlo.
Tras una batalla contra Griffin, Vali Halfling visita a Cho y le propone una alianza para reunir los ingredientes que les permitan ser tan poderosos como los padres celestiales. Los ingredientes son: la ambrosía de Hebe, las manzanas doras de Idunn, los conjuros del libro de Thoth y la copa amrita de Dhanvantari. Más tarde, Cho viaja a Asgard donde desubre que Vali ya ha robodo las manzanas doradas y le ha acusado a él de hacerlo. Cho convence a Thor de que es inocente y este se une a su búsqueda para detener a Vali y resucitar a Hércules. Con la ayuda de Delphyne, que ahora es su novia, Cho consigue frustrar a Vali y usar todos los ingredientes para crear un elixir que le permite convertirse en un poderoso dios. Con sus nuevos poderes encuentra a Hércules y le traspasa sus nuevos poderes consiguiendo así resucitarle. Poco después Hércules les advierte que el Rey Caós está llegando.

### La guerra del caos
Amadeus Cho es uno de los personajes presentes cuando Hércules advierte a los héroes de la llegada de Amatsu-Mikaboshi. Después de lo que le sucedió a Pesadilla, Amadeus Cho ayuda a Hércules y Thor a reunir a Sersi, Venus, Daimon Hellstrom, Silver Surfer y Galactus juntos como la segunda encarnación del God Squad. Amadeus Cho calcula que Amatsu-Mikaboshi ya ha consumido la mayor parte del Multiverso e insta a la humanidad a escapar a una realidad despoblada que él conoce. Mientras Hulk y sus aliados, God Squad, Alpha Flight y los Dead Avengers sobrevivientes luchan contra las fuerzas de Amatsu-Mikaboshi, Amadaeus Cho y Galactus trabajan en una máquina que transferirá a la Tierra a la otra realidad, pero Amatsu-Mikaboshi finalmente será derrotado. cuando él mismo es lanzado a la realidad en cuestión.

### Fear Itself
Durante la historia de Fear Itself, Amadeus Cho termina en el medio del Océano Pacífico con X-23, Spider-Girl, Power Man y Thunderstrike. Durante la batalla, son atacados por tiburones samurái. Se revela que Amadeus los reunió con la esperanza de que se unieran a él como un nuevo súper equipo. Los otros se enfadan porque los estaba manipulando y rechazan su oferta.

### Marvel NOW!
Como parte del evento Marvel NOW! en Savage Wolverine, Amadeus Cho apareció en una isla de la Tierra Salvaje donde detiene la pelea entre Wolverine y una tribu de neandertales después de que uno de ellos matara a Shanna. Él los convence de que él es su dios y deben ayudar a salvar la vida de Shanna. Utilizando el alma de un hombre-cosa nativo de la Tierra Salvaje, la tribu resucita a Shanna.
Amadeus Cho le explica a Shanna que una máquina está alimentando una prisión que tiene un alienígena hostil. Al darse cuenta de que Wolverine estaría liberando a esta criatura, Shanna corrió para detenerlo. Ella llegó a tiempo con Amadeus Cho justo detrás de ella y fue capaz de detener a Wolverine. De repente, Hulk apareció ante ellos, sin embargo, y rápidamente entró en una pelea con Wolverine en el que la máquina fue dañada de todos modos.
Después de un salto de tiempo de ocho meses como se ve en la historia de Time Runs Out, Cho es visto como un miembro de los Illuminati. Es capturado por una fuerza de tarea conjunta S.H.I.E.L.D./Avengers liderada por Susan Storm.

### El alucinante Hulk y Los Campeones
En 2015, Amadeus Cho fue anunciado como el nuevo Hulk en la serie El alucinante Hulk (The Totally Awesome Hulk en el original) como parte del evento "All-New, All-Different Marvel". Ocho meses después de la historia de Secret Wars, el Hulk original absorbió una cantidad letal de radiación gamma, Cho usó nanitos especiales para eliminarla de Bruce Banner y colocarla en su cuerpo, lo que le permite convertirse en su propia versión de Hulk. Con la ayuda de su hermana Maddy, comienza a cazar monstruos peligrosos que están sueltos en la Tierra, pero es criticado por su enfoque irresponsable. Durante este tiempo, se encuentra con She-Hulk y el segundo Spider-Man que lo ayudan en la batalla contra los diversos monstruos. Más tarde, Amadeus comienza a experimentar extraños sueños sobre la muerte de sus padres al mismo tiempo, cuando comienza a tener algunos "apagones" (convirtiéndose en Hulk sin siquiera recordarlo). Después de una discusión con Maddy, quien teme que Amadeus-Hulk comience a ser como el Hulk de Banner, deambula por el desierto hasta que encuentra a la Encantadora, que lo está manipulando para ayudarla a hacerse cargo de los Diez Reinos. Maddy convence a Thor de que Amadeus es inocente y juntas para luchar contra la hechicera y su compañero Malekith. Al principio, Amadeus intenta mantenerse alejado de la pelea, por temor a perder el control otra vez, hasta que Maddy le da una charla que le permite tomar el control de sí mismo.
Mientras estaba en Manhattan, Amadeus se encuentra con "Viejo Logan", quien pensó que Hulk era Bruce Banner y se enfrentó a él, pero al descubrir que era Cho desistió.
Después de Civil War II, Cho, en su forma Hulk, había terminado algunos rescates en Kentucky cuando Ms. Marvel, Nova y Spider-Man se le acercaron para invitarle a unirse a Los Campeones. Cho sugiere que también recluten a la hija de Visión, Viv, lo cual lograron hacer. Más tarde, durante un viaje de campamento, el equipo es visitado por la versión adolescente de Cíclope, que quiere unirse a ellos. Después de que los otros acuerdan reclutarlo, más tarde se ve a Hulk besando a Viv en el bosque.

## Poderes y habilidades
Amadeus es un adolescente dotado de una mente de super-genio, con la "habilidad natural para identificar las variables y posibilidades cuánticas en cualquier situación." Él es descrito por Reed Richards como la séptima persona más inteligente del mundo, aunque Henry Pym afirma que, con su regreso a la Tierra tras su cautiverio Skrull, Amadeus es en realidad la octava. Por su parte, Bruce Banner afirma que es en realidad el décimo, pero luego le dice al Líder que Cho es uno de los ocho más inteligentes. El Eterno Ajak cree que Cho es más inteligente que algunos inmortales, y Atenea dice que su inteligencia es esencialmente "reconocimiento de patrones," que ve patrones mejor que el 99.999999993% de las personas en la Tierra. Hércules ha afirmado dos veces, la primera instancia a la propia Atenea, que Amadeus es más inteligente incluso que ella, y el supergenio dios olímpico del fuego y herrero mismo Hefesto admite que Cho es más inteligente que él es.
Amadeus es capaz de realizar con rapidez y sin ayuda mecánica cálculos mentales de gran complejidad, lo que le permite calcular físicas a tiempo real que suceden a su alrededor, anticipándose a lo que pueda ocurrir. Esta inteligencia es retratada en los cómics como varios números y otros detalles matemáticos y físicos desde su punto de vista. Ha demostrado que es capaz desviar la orientación de un misil guiado por láser con un espejo retrovisor o el seguimiento de Hulk sobre la base de su trayectoria y la altura del salto. Sin embargo, la realización de cálculos mentales en rápida sucesión le cuesta enormes cantidades de energía, lo que le obligaba a consumir grandes cantidades de alimentos a partir de entonces. Anteriormente montaba una moto Vespa y llevaba un teléfono, radio, walkman, u otros dispositivos alterados para controlar las señales eléctricas cercanas.
En Incredible Hulk # 610, Amadeus, junto con cientos de otros, es atacado con Cathexis Ray, que mejora aún más su inteligencia. También le permite alterar las leyes de la física dentro de un radio de diez pies de sí mismo. Utiliza este poder para apagar el equipo del líder y revertir a M.O.D.O.K. a su forma humana original. Pierde este poder cuando Bruce Banner usa un Cathexis Ray recalibrado para eliminar los poderes de los Hulks recién creados.
Cuando el casco de Scott Lang, también conocido como el segundo Ant-Man, cayó en posesión de Amadeus, él, con la bendición de Cassie Lang, eligió usarlo como un potenciador telepático, minimizando el aspecto cambiante de tamaño de Ant-Man. poder para concentrarse en las habilidades de control de la mente en la mente del insecto.
Además, ha heredado la maza adamantina de Hércules. También usa Bannertech para potenciarse con dispositivos que incluyen escáneres y campos de fuerza.
Después de la "muerte" de Hércules, Amadeus se convierte en el nuevo Príncipe del Poder y jefe del Grupo Olimpo por Atenea. Este estado de alguna manera lo protegió de ciertos efectos del Rey del Caos. También tiene acceso a toda la riqueza y los recursos del Grupo Olímpico.
Usando un dispositivo especial en su brazo izquierdo, Amadeus Cho podía convertirse en Hulk y tenía los mismos poderes que el Hulk original, pero perdió la mayor parte del poder. Como Brawn, ahora asume una forma de potencia gamma que se parece más a su apariencia normal, pero es más débil que su forma original de Hulk. Sin embargo, Amadeus es capaz de volver de su forma Brawn a su forma original de Hulk cuando está lo suficientemente enojado.

## Otras versiones

### Marvel Zombies 5
Una versión de Amadeus Cho aparece en las páginas de Marvel Zombies 5, en una realidad alternativa basada en Machine Man-Iron Man 2020. Él y Delphyne Gorgon son habitantes pobres de un futuro distopía. Son adictos en contra de su voluntad a una convincente telenovela de realidad virtual. Un villano usa las habilidades informáticas de Cho y desea ver la telenovela para promover un plan asesino.

### Ultimate Marvel
En el Universo Ultimate, Amadeus Cho es un genio de 15 años al que S.H.I.E.L.D. le asignó la tarea de estudiar el portal que Mysterio abrió entre la Tierra Definitiva y la Tierra-616. Durante la invasión de Galactus, Cho es quien envía a Spider-Man y Reed Richards a la Tierra-616 para encontrar una manera de detener a la criatura.

### Secret Wars(2015)
Durante la historia de Secret Wars, hay dos Amadeus Chos diferentes que existen en Battleworld:
- Amadeus Cho se muestra como un niño genio que proviene del dominio Battleworld de Groenlandia. Trabaja junto a Bruce Banner (que no se ha convertido en Hulk en esta realidad) en Bannertech, una gran empresa de tecnología. Amadeus realiza un experimento no autorizado que expone a los cerdos a radiación gamma. Los cerdos se transforman en grandes criaturas salvajes que sorprenden a Bruce Banner. Sin embargo, Amadeus está satisfecho de haber aumentado el tamaño de los cerdos y, por tanto, su contenido de carne. Banner y Amadeus son contactados por un director de S.H.I.E.L.D. que explica que una bomba gamma en posesión de S.H.I.E.L.D. ha sido robada y lanzada a una población civil por A.I.M.. Banner intenta evacuar las instalaciones, mientras que Amadeus utiliza tecnología de vuelo para subir a la bomba gamma. Amadeus intenta secuestrar la bomba, pero tanto él como la bomba chocan contra la torre de las instalaciones de Bannertech. Se presume que Amadeus murió en la explosión causada por la bomba gamma, ya que no se lo vuelve a ver.[48]
- Otra versión de Amadeus Cho es cuando aparece como un niño genio miembro de los Runaways. Era un estudiante en el Instituto Victor Von Doom para Jóvenes Dotados que proviene del dominio de Battleworld de Warzone y admira un poco a Delphyne Gorgon.[49]

## En otros medios

### Televisión
- Amadeus Cho aparece en el tercer episodio de The Super Hero Squad Show, titulado "Hulk habla con propiedad" donde Hulk comprueba el libro de la biblioteca "Los efectos de la física cuántica teórica de la zona negativa de manera sencilla" escrita por Cho. En el episodio "Demasiados Wolverines", Amadeus hace un cameo como compañero de clase de Reptil y Estrella de fuego en la escuela local. Él gana el primer premio en la feria de ciencia mediante la clonación del clcalde de la ciudad de superhéroes.

- Amadeus Cho es un personaje secundario en Ultimate Spider-Man, con la voz de Eric Bauza en la versión original.[50]
  - Tercera temporada: Web Warriors
    - Su primera aparición es en el quinto episodio ("La nueva araña de hierro") dónde Nick Fury asegura que es la séptima persona más inteligente de la Tierra aunque solo tenga 13 años. Peter Parker está celoso de que Cho le supere en inteligencia. Cho acaba convirtiendo en la nueva Araña de hierro tras demostrar sus habilidades para manejar la armadura. En un primer momento, Spider-Man y Amadeus Cho no se llevan bien. Araña de hierro es atacado por el Supervisor que intenta robar la armadura. Spider-Man aparece y ayuda a salvar a los inocentes que se ven afectados por la pelea, esto cambia la opinión de Cho sobre Spider-Man. El Supervisor utiliza un nanobot para hackear la armadura que obliga a Cho a luchar contra Spider-Man. Amadeus logra solucionar el problema, pero el Supervisor se escapa y el nanobot provoca que la armadura de Araña de Hierro esté a punto de estallar. Sin embargo, Spider-Man destruye al nanobot y Cho elimina el virus. Spider-Man permite a Cho quedarse con la armadura de Araña de hierro y lo recluta como miembro de los Nuevos Guerreros en S.H.I.E.L.D. donde conoce al Agente Venom.
    - En el episodio 8, "Los nuevos guerreros", aparece junto a Spider-Man y su nuevo equipo de Nuevos guerreros (Agente Venom, Ka-Zar y Zabu) para enfrentarse y derrotar al Duende Verde, el Dr. Octopus, Escarabajo y Escorpión, quienes escaparon gracias a la ayuda del Supervisor y su equipo de Thunderbolts (Cloak y Dagger y el Buitre). Cuando su armadura Araña de Hierro se dañó, uso su intelecto para ayudar a derrotar a los villanos, luego de que Cloak y Dagger se unen al equipo.
    - En el episodio 15, "Academia S.H.I.E.L.D.", Spider-Man y su equipo van al Triskelion para mejorar su entrenamiento como héroes. Cho junto a Spider-Man, accidentalmente despiertan a Arnim Zola, pero Spider-Man asume la culpa para que Cho no sea expulsado de S.H.I.E.L.D.
    - En el episodio 22, "La venganza de Arnim Zola", Cho es rescatado por Spider-Man, junto al Agente Venom y Rhino, quedando inconsciente junto a los demás. Spider-Man toma su armadura para detener a Zola.
    - En el episodio 25, "Concurso de campeones, parte 3", hace equipo con Spider-Man, Agente Venom y Thor para enfrentarse a Attuma, Annihilus y Terrax. Junto a Flash descubre que Peter Parker es Spìder-Man.

  - Cho regresa en la cuarta temporada: Ultimate Spider-Man vs. Los Seis Siniestros:
    - En el episodio 1, "El ataque de HYDRA, parte 1", Amadeus como la Araña de Hierro hace un buen equipo con Spider-Man (desde que descubrió su identidad como Peter Parker) y Flash Thompson como el Agente Venom, aprendiendo todo hasta tener un sentido arácnido digital (de estudiar el cerebro de Flash), cuando un ataque de HYDRA se apodera del Tri-Carrier, el, Spider-Man, Agente Venom y Nick Fury deberán detener los planes del Doc Ock y Arnim Zola. Hasta que él y el Agente Venom van al Triskelion estando bajo ataque.
    - En el episodio 2, "El ataque de HYDRA, parte 2", él y el Agente Venom fueron capturados con su equipo por los soldados duendes de HYDRA, hasta que Spider-Man y Araña Escarlata fueron a liberarlos, cuando Zola manipula al equipo con su rayo, él, Spider-Man, Agente Venom y Araña Escarlata son los únicos en pie por sus sentidos arácnidos, y van a detener a Zola de una vez por todas cuando invoca su nave araña, ya en la isla HYDRA, dirigió las coordenadas hasta el espacio.
    - En el episodio 3, "A miles de kilómetros de casa", al final, Amadeus entrena con el Agente Venom y la Araña Escarlata en el Triskelion y conocen a Miles Morales (Spider-Man de otro universo) que Spider-Man lo trae al conocerlos.
    - En el episodio 5, "Lagartos", Amadeus ayuda a Spider-Man en proteger la única cura y junto a Leo Fitz y Jemma Simmons los ayudan para detener a los que fueron infectados por el Dr. Connors siendo de nuevo el Lagarto en esparcir la cura. Hasta que Amadeus, Leo y Jemma son infectados por los lagartos, y Spider-Man los cura a todos, cuando revela que Rhino fue el espía.
    - En el episodio 6, "El doble Agente Venom", solo aparece al final, cuando Spider-Man y Araña Escarlata rescataron al Agente Venom.
    - En el episodio 7, "Día de playa", él y Spider-Man quedan varados en una isla a causa del Buitre, Cho y la moral de Spider-Man chocan cuando el primero acusa a éste de ser demasiado indulgente con ciertos villanos; Spider-Man, a su vez, se siente que Cho tiene una visión en blanco y negro del mundo y esto hace que sea crítico. Cuando el Hombre de Arena se revela como un peón en el intento del Dr. Octopus en usar sus poderes, Cho se aplaca que debería ser más abierto de su mente, y Spider-Man está de acuerdo en que no sea tan rápido para dar el beneficio de la duda.
    - En el episodio 9, "Fuerzas de la naturaleza", va con Spider-Man, Araña Escarlata y Chico Arácnido a detener a Hydro-Man y uno de ellos debe proteger a la Tía May, de este ataque.
    - En el episodio 10, "Los nuevos 6 siniestros, parte 1", cuando Cho es invitado por Peter al cumpleaños de la tía May, ellos fueron con Araña Escarlata y Chico Arácnido al Triskelion en enfrentar a los nuevos 6 Siniestros.
    - En el episodio 11, "Los nuevos 6 siniestros, parte 2", cuando Cho venció a los villanos de Ock, supo lo de la isla HYDRA, él y Chico Arácnido fueron a ver a Spider-Man reunido con la tía May. Cuando supo que Araña Escarlata salvo la ciudad en dirigir la isla de Ock al mar, tratan de buscar su cuerpo si sobrevivió o no.
    - En el episodio 12, "La Agente Web", aparece en su día libre del Triskelion en la playa del Hombre de Arena con el equipo antes de encontrar a Nova herido al llegar.
    - En el episodio 15, "La saga simbionte, parte 3", aparece al final con el equipo de Spider-Man, al lado del Agente Venom y Power Man.
    - En el episodio 22, "Los Destructores de Arañas, parte 2", luego de que Araña de Hierro entrena con el Agente Venom y Chico Arácnido en el Triskelion, Mary Jane Watson llega y les dice que Spider-Man los necesita, diciendo que está con el Doctor Octopus y Araña Escarlata que está vivo. Pero le dicen a Mary Jane que ellos se encargarán, y ven que ella se convierte en Spider-Woman, al mostrar su gran fuerza. Al partir, observa que la isla HYDRA ha resurgido de nuevo al escanear, que se prepara para atacar la ciudad y llegan al enfrentarse a los Spider-Slayers. Pero al ser liberados, y controlados por Ben, los ayudan a destruir la consola de la nave con Zola, salvan a los Spider-Slayers en sus contenedores y escapan de la isla HYDRA al hundirse de nuevo.
    - En el episodio 23, "Los Destructores de Arañas, parte 3", aparece con la Red de Guerreros al traer a Araña Escarlata y los Spider-Slayers al Triskelion hasta que ve a Nova en atacar a Escarlata, Puño de Hierro, Power Man y Chica Ardilla atacan a los Spider-Slayers al saber ellos que Araña Escarlata fue el espía del Doctor Octopus al saber la identidad de Spider-Man, que puso en peligro a la academia S.H.I.E.L.D. y a la tía May, en no confiar en él, pero al detenerlos, saben que están en contra de Escarlata y podría estar de acuerdo con ellos junto al Agente Venom. Cuando el Triskelion está en encierro, es encontrado inconsciente junto con Power Man, Puño de Hierro y Nova. Hasta que se recupera, se reúne con la Red de Guerreros para enfrentarse a Kaine y los Spider-Slayers, hasta que se unen formando The Ultimate Spider-Slayer. Cuando ve al Agente Venom que decide en salvar a Araña Escarlata al ser capturado por Kaine, usando el transmisor de energía para sobrecargarlo desde adentro hasta explotar.
    - En el episodio 25, "Día de graduación, parte 1", Araña de Hierro hace equipo con el Agente Venom, Chico Arácnido, Araña Escarlata y Spider-Woman en ayudar a Spider-Man para proteger a la tía May y encontrar al Doctor Octopus, hasta que se enfrentan a Rhino y lo derrotan, pero el Doctor Octopus llega por sorpresa y también lo derrotan. Luego de la ceremonia de graduación, ve a Iron Man siendo su fan al conocerlo, y Tony le dice a Cho que quiere contratarlo para dirigir Industrias Stark, mientras que Tony ayuda a los Vengadores en el futuro o si algo le pasara a él, luego de ser atrapado con todo el equipo por un campo de fuerza en el Triskelion por el Doctor Octopus siendo una trampa.
    - En el episodio 26, "Día de graduación, parte 2", estando encerrado con el equipo por un campo de fuerza en el Triskelion al ser aplastados, pero Spider-Man los libero por la cooperación del Doctor Octopus.

- Amadeus Cho es mencionado en la serie Marvel Disk Wars: The Avengers. [cita requerida]

- Amadeus Cho aparece como Araña de Hierro en el especial de televisión Lego Marvel Super Heroes: Avengers Reassembled, con Eric Bauza repitiendo su papel.

- La forma de Hulk de Amadeus Cho aparece en el episodio de Spider-Man "Amazing Friends", con la voz de Ki Hong Lee.[51][52] Esta versión es un interno de los Vengadores que se considera diferente del otro Hulk que Spider-Man conoce.

- Amadeus Cho aparecerá en la serie de Marvel Cinematic Universe / Disney+ Your Friendly Neighborhood Spider-Man (2024).[53]

### Cine
- En el cómic escrito por Peter David basado en la película The Incredible Hulk, Banner soborna a Amadeus Cho con pizza para entrar en un laboratorio. Una escena similar ocurre en la película, donde el actor Martin Starr interpreta a un personaje sin diálogo que acepta una porción de pizza. En la película no se especifica que sea Cho, en los créditos aparece como "Nerd de Computadora".
- Amadeus Cho aparece en la película anime, Avengers Confidential: Black Widow & Punisher, con la voz de Daisuke Namikawa en la versión japonesa y por Eric Bauza en el doblaje inglés.
- La Dra. Helen Cho, la madre de Amadeus Cho, es interpretada por la actriz Claudia Kim, en la película Avengers: Age of Ultron.

### Videojuegos
- Amadeus Cho aparece en el videojuego Lego Marvel Vengadores.[54][55]
- Amadeus Cho fue introducido en el videojuego Marvel Future Fight el 19 de enero de 2016. [cita requerida]
- Aparece como Hulk en Lego Marvel Super Heroes 2, como parte de un DLC centrado en Los Campeones.[56]